# Acid tyropanoic
Tyropanoic acid và natri tyropanoate muối của nó là các tác nhân phóng xạ được sử dụng trong nội soi túi mật (chẩn đoán X-quang sỏi mật). Tên thương mại bao gồm Bilopaque, Lumopaque, Tyropaque và Bilopac. Phân tử này chứa ba nguyên tử iod nặng làm cản trở tia X giống như calci trong xương để tạo ra hình ảnh có thể nhìn thấy. Sau khi tiêm nó nhanh chóng được bài tiết vào mật.